# Миннеота (тауншип, Миннесота)
Миннеота (англ. Minneota) — тауншип в округе Джексон, Миннесота, США. На 2000 год его население составило 285 человек.

## География
По данным Бюро переписи населения США площадь тауншипа составляет 93,8 км², из которых 87,0 км² занимает суша, а 6,8 км² — вода (7,29 %).

## Демография
По данным переписи населения 2000 года здесь находились 285 человек, 115 домохозяйств и 84 семьи.  Плотность населения —  3,3 чел./км².  На территории тауншипа расположено 142 постройки со средней плотностью 1,6 построек на один квадратный километр. Расовый состав населения: 99,65 % белых и 0,35 % азиатов.
Из 115 домохозяйств в 27,0 % воспитывались дети до 18 лет, в 71,3 % проживали супружеские пары, в 1,7 % проживали незамужние женщины и в 26,1 % домохозяйств проживали несемейные люди. 24,3 % домохозяйств состояли из одного человека, при том 7,8 % из — одиноких пожилых людей старше 65 лет. Средний размер домохозяйства — 2,48, а семьи — 2,94 человека.
24,9 % населения — младше 18 лет, 6,3 % — в возрасте от 18 до 24 лет, 24,6 % — от 25 до 44, 29,8 % — от 45 до 64, и 14,4 % — старше 65 лет. Средний возраст — 42 года. На каждые 100 женщин приходилось 103,6 мужчин.  На каждые 100 женщин старше 18 приходилось 111,9 мужчин.
Средний годовой доход домохозяйства составлял 42 969 долларов, а средний годовой доход семьи —  44 531 доллар. Средний доход мужчин —  29 792  доллара, в то время как у женщин — 19 063. Доход на душу населения составил 15 071 доллар. За чертой бедности находились 8,0 % семей и 9,1 % всего населения тауншипа, из которых 12,5 % младше 18 и 6,7 % старше 65 лет.